# Oiagros
Oeagrus (klassisk grekiska: Οἴαγρος; nygrekiska: Οίαγρος) var i grekisk mytologi en kung över Thrakien. Han och musan Calliope var möjligen föräldrar till Orfeus och Linus. Oeagrus benämndes även ibland som Marsyas far.
Han regerade över det Edoniska kungadömet i regionen Mygdonia. Oeagrus beskrivs ibland som son till Ares, men andra gånger nämns Charops som hans far, vilket förklarar hans arv till tronen.
Oeagrus benämns som far Orfeus med modern Calliope (ibland benämns Apollon som fadern), och han beskrivs som "en Thrakiensk vingud, som härstammade från Atlas."